# Tour of Oman 2016
Tour of Oman 2016 var den 7. udgave af cykelløbet Tour of Oman. Den første etape startede tirsdag 16. februar 2016 fra Muscat og var 145,5 km til Al Bustan. Løbet blev afsluttet seks etaper senere i Muttrah 21. februar 2016. Løbet var del af UCI Asia Tour 2016. Den samlede vinder af løbet blev Vincenzo Nibali.

## Hold og ryttere
| World Tour-hold | Professionelle kontinentalhold |
| --- | --- |
| - Ag2r-La Mondiale - Astana - BMC - Dimension Data - Etixx-Quick Step - Giant-Alpecin - Katusha - Lampre-Merida - LottoNL-Jumbo | - Bora-Argon 18 - CCC Sprandi Polkowice - Drapac - Fortuneo-Vital Concept - Roompot Oranje Peloton - Stölting Service Group - Topsport Vlaanderen-Baloise - UnitedHealthcare - Wanty-Groupe Gobert |

### Danske ryttere
- Jakob Fuglsang kørte for Astana Pro Team
- Michael Mørkøv kørte for Team Katusha
- Søren Kragh Andersen kørte for Team Giant-Alpecin
- Rasmus Guldhammer kørte for Stölting Service Group
- Alexander Kamp kørte for Stölting Service Group
- Michael Reihs kørte for Stölting Service Group

## Etaperne
| Etape    | Dato     | Start – Mål             | type          | Afstand (km) | Etapevinder          | Førende rytter       |
| -------- | -------- | ----------------------- | ------------- | ------------ | -------------------- | -------------------- |
| 1. etape | 16. feb. | Muscat – Al Bustan      | kuperet etape | 145,5        | Bob Jungels          | Bob Jungels          |
| 2. etape | 17. feb. | Seeb – Qurayyat         | kuperet etape | 162          | Edvald Boasson Hagen | Edvald Boasson Hagen |
| 3. etape | 18. feb. | Al Sawadi – Naseem Park | flad etape    | 176,5        | Alexander Kristoff   | Edvald Boasson Hagen |
| 4. etape | 19. feb. | Muscat – Jebel Akhdar   | bjergetape    | 180          | Vincenzo Nibali      | Vincenzo Nibali      |
| 5. etape | 20. feb. | Sifah – Muscat          | kuperet etape | 119,5        | Edvald Boasson Hagen | Vincenzo Nibali      |
| 6. etape | 21. feb. | Muscat – Muttrah        | flad etape    | 130,5        | Alexander Kristoff   | Vincenzo Nibali      |

## Trøjernes fordeling gennem løbet
| Etape  | Vinder               | Førertrøjen ·        | Pointtrøjen ·        | Ungdomstrøjen · | Mest angrebsivrige ·       | Holdkonkurrencen |
| ------ | -------------------- | -------------------- | -------------------- | --------------- | -------------------------- | ---------------- |
| 1      | Bob Jungels          | Bob Jungels          | Bob Jungels          | Bob Jungels     | Amaury Capiot              | Dimension Data   |
| 2      | Edvald Boasson Hagen | Edvald Boasson Hagen | Edvald Boasson Hagen | Patrick Konrad  | Amaury Capiot              | Dimension Data   |
| 3      | Alexander Kristoff   | Edvald Boasson Hagen | Edvald Boasson Hagen | Patrick Konrad  | Kenny Dehaes               | Dimension Data   |
| 4      | Vincenzo Nibali      | Vincenzo Nibali      | Vincenzo Nibali      | Brendan Canty   | Kenny Dehaes               | Dimension Data   |
| 5      | Edvald Boasson Hagen | Vincenzo Nibali      | Edvald Boasson Hagen | Brendan Canty   | Jacques Janse van Rensburg | Dimension Data   |
| 6      | Alexander Kristoff   | Vincenzo Nibali      | Edvald Boasson Hagen | Brendan Canty   | Jacques Janse van Rensburg | Dimension Data   |
| Samlet | Samlet               | Vincenzo Nibali      | Edvald Boasson Hagen | Brendan Canty   | Jacques Janse van Rensburg | Dimension Data   |

## Resultater
|    | Rytter               | Hold                        | Tid      |
| -- | -------------------- | --------------------------- | -------- |
| 1  | Vincenzo Nibali      | Astana Pro Team             | 22:25.25 |
| 2  | Romain Bardet        | Ag2r-La Mondiale            | + 0.15   |
| 3  | Jakob Fuglsang       | Astana Pro Team             | + 0.24   |
| 4  | Tom Dumoulin         | Team Giant-Alpecin          | + 0.40   |
| 5  | Rui Costa            | Lampre-Merida               | + 0.54   |
| 6  | Edvald Boasson Hagen | Dimension Data              | + 1.06   |
| 7  | Brendan Canty        | Drapac Professional Cycling | + 1.31   |
| 8  | Domenico Pozzovivo   | Ag2r-La Mondiale            | + 1.38   |
| 9  | Merhawi Kudus        | Dimension Data              | + 1.56   |
| 10 | Gianluca Brambilla   | Etixx-Quick Step            | + 1.59   |